# Arborètum

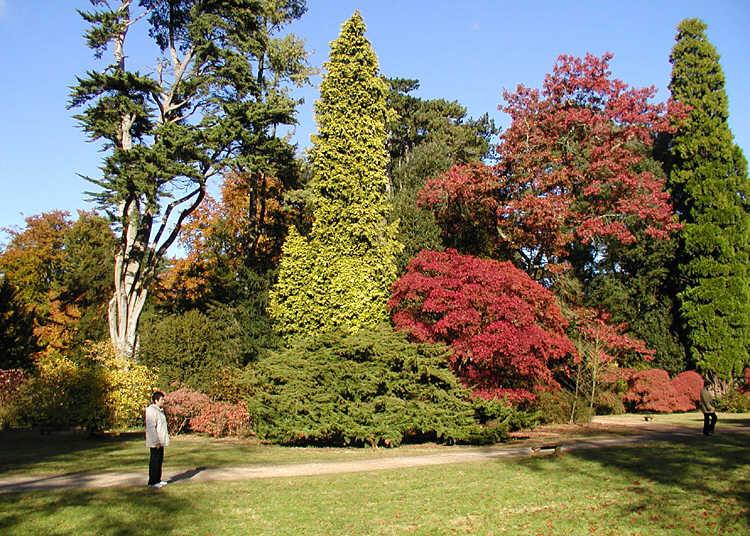
Colors de tardor del Westonbirt Arboretum, Gloucestershire, Anglaterra

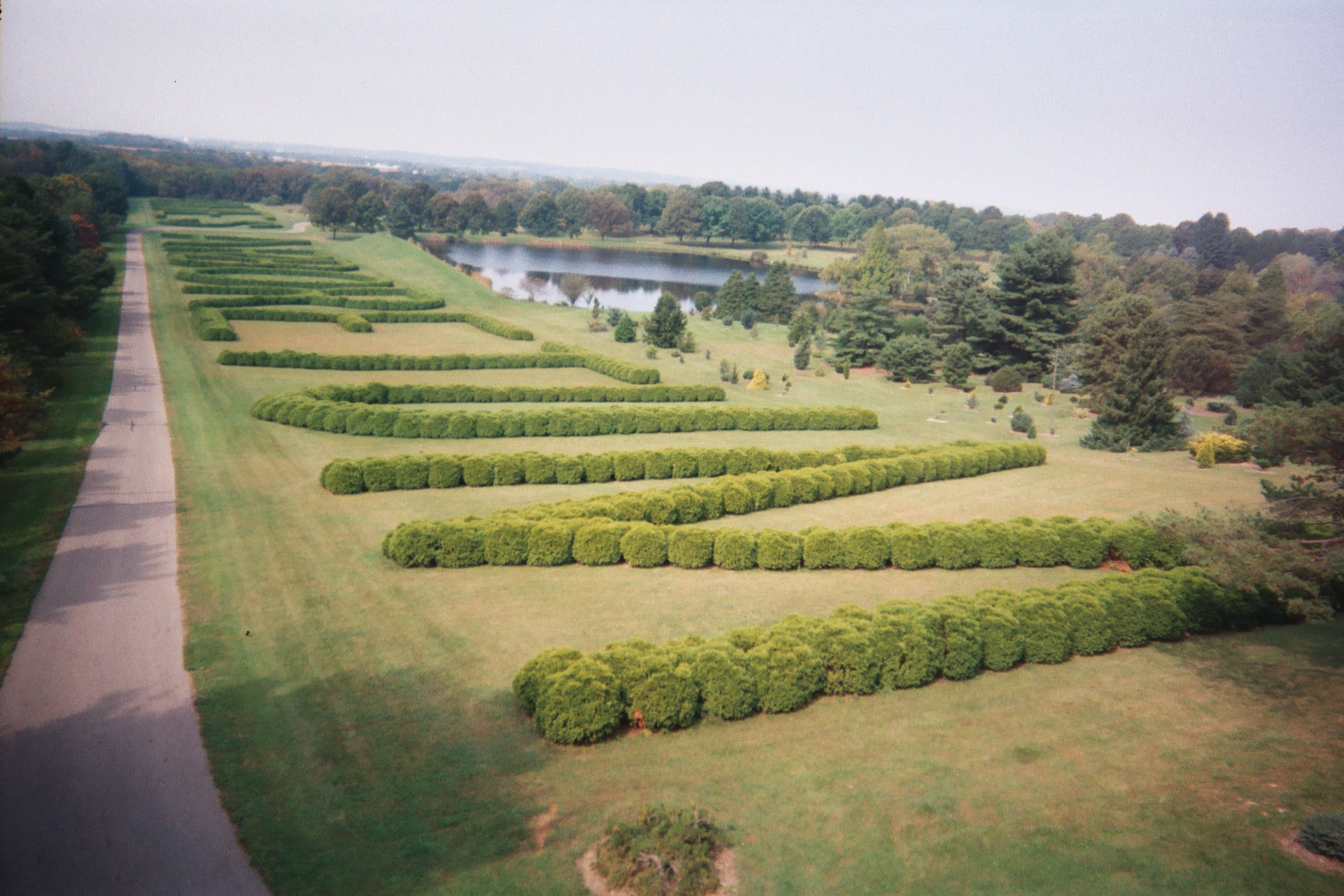
Arborètum de Dawes, a prop de Newark, Ohio, USA

Un arborètum és un jardí botànic especialitzat, generalment concebut com un espai paisatgístic. Presenta nombroses espècies d'arbres o essències llenyoses en forma de col·leccions molt sovint temàtiques.
Existeixen arborètums de lleure procedents d'una gran activitat passada, però que ja no tenen usos científics.
Un jardí que presenta col·leccions d'arbusts s'anomena fruticetum, i es diu pinetum un arborètum especialitzat en coníferes.

## Històric
El primer arborètum científic va ser creat a França, a mitjan segle xvii, per un oficial de la Marina francesa que va reunir col·leccions importants d'arbres d'Europa i d'Amèrica del Nord.

## Rols
Els usos d'un arborètum obeeixen les regles generals d'un jardí botànic, cosa que vol dir que totes les espècies llenyoses han d'estar acuradament etiquetades per informar els visitants.

### Conservatori
Certs arborètums tenen un objectiu de conservació i de salvaguarda d'espècies en perill d'extinció, sovint d'origen estranger al país. El conjunt dels arborètums constitueix un patrimoni natural d'espècies llenyoses forestals o no.

### Recerca científica
La part de la botànica especialitzada en l'estudi dels arbres es diu dendrologia.

## Funcionament
Com en els jardins botànics, un veritable arborètum té un graner on s'emmagatzemen les llavors de les espècies llenyoses del seu país i de la seva regió. Emmagatzema igualment les sements collides a l'arborètum (fins i tot si, basant-se en la presència d'un gran nombre d'espècies en un espai petit, les llavors recuperades donen sovint híbrids).
Generalment l'arborètum, quan desenvolupa una activitat de multiplicació, permet preservar multiplicant les espècies llenyoses rares gràcies a l'intercanvi de sements entre els diferents arborètums i jardins botànics a través del món i això gràcies a un índex sèminum.
És generalment obert al públic i constitueix, doncs, una mena de «museu d'arbres».
Es distingeixen quatre categories d'arborètums:
- l'arborètum de col·leccions generals: és una col·lecció que reuneix un màxim d'espècies del món sencer; cada espècie és representada amb un nombre limitat d'individus, sovint un de sol; és una concepció semblant a la del jardí botànic.

- l'arborètum forestal: la col·lecció d'espècies és menys estesa, però cadascuna és representada amb un nombre més important d'individus, de 25 a 100, fins i tot més; l'objectiu és més de provar i de comparar el comportament forestal de noves espècies introduïdes en una regió; a França, l'arborètum de l'ONF de Royat al departament del Puy-de-Dôme (63) n'és un molt bon exemple.

- l'arborètum temàtic: reuneix diverses varietats d'una mateixa espècie (pomers, figueres, etc.); l'objectiu n'és aleshores de constituir un conservatori de la diversitat d'una espècie.

- l'arborètum paisatgístic: és un arborètum de col·lecció que té en compte la dimensió estètica en la tria i la repartició de les plantacions; l'arboretum de Balaine a l'Alier (03) és un exemple d'arborètum paisatgístic.

## Arborètums importants al món
Es poden destacar:
- A Europa:

- - l'arboretum Jean Huchet situat a Gennes-sur-Seiche a Bretanya, el més gran de França.
  - el Westonbirt Arboretum a Anglaterra, creat el 1828. (www Arxivat 2008-11-10 a Wayback Machine.)
  - l'Hortus botanicus a Amsterdam als Països Baixos.
  - l'arborètum de Trsteno situat a la regió de Dubrovnik a Croàcia: data del segle xv (1492), és el més vell del món, però ha estat parcialment destruït durant la guerra a l'ex-Iugoslàvia.
  - l'arborètum Kámoni de Szombathely a Hongria.
  - l'arborètum concebut actualment pel compositor i cap polonès Krzysztof Penderecki a Luslawice, Polònia.
  - La Bambuseria de Prafrance a França, a la vora d'Andusa (Gard), col·leccions de bambús.
  - Arboretum du Vallon de l'Aubonne a Aubonne, Suïssa. (www)

- Als Estats Units:

- - el San Francisco Botanical Garden.
  - l'Arnold Arboretum de la Universitat Harvard situat a Jamaica Plain, Boston, Massachusetts, creat el 1872.
  - l'US National Arboretum de Washington DC, creat el 1927. (www Arxivat 2007-06-10 a Wayback Machine.)
  - el Washington Park Arboretum de la Universitat de Washington a Seattle (estat de Washington) (www).
  - l'Holden Arboretum situat a Kirtland, Ohio, prop de Cleveland. (www Arxivat 2008-04-30 a Wayback Machine.)

- A l'Àsia:

- - Zhongshan Arboretum a la Xina.

### ACatalunya
- el Village-Arboretum a Vernet.
- l'Arborètum de Font-Romeu, a Font-Romeu.
- l'Arborètum de Sant Guillem, a Prats de Molló.
- l'Arborètum de Catalunya, a Cabrils.
- l'’Arborètum Dr. Pius Font i Quer, a Lleida.
- L'Arborètum de Masjoan, a Espinelves.[1]